# Friedrich Stehfen
Friedrich Stehfen (* 22. September 1809 in Rausingen (heute Holzwickede); † 28. November 1879 ebenda) war Holzwickeder Bauer und Begründer eines Erziehungsheims und einer Präparandenanstalt.
Friedrich Stehfen war ein Bauer in Rausingen (heute ein Teil von Holzwickede), der sich sehr um das Wohl von armen Kindern kümmerte. Hier gründete er 1863 das "Hellweger Erziehungshaus". In dieser Anstalt sollten verlassene und verwahrloste Kinder aufgenommen und evangelisch-christlich erzogen werden. Im Jahre 1872 gründete er ebenfalls in Holzwickede eine Lehrerausbildungsstätte, die "Evangelische Präparandenanstalt". Diese Gründungen von Friedrich Stehfen verstärkten in den seit 1825 vereinten Holzwickeder Bauerschaften Rausingen, Dudenroth, Natorp und Holzwickede den Wunsch, sich aus der Kirchengemeinde Opherdicke zu emanzipieren und führten letztlich am 1. Oktober 1906 zur Gründung der eigenständigen evangelischen Kirchengemeinde in Holzwickede.
Obwohl beide Einrichtungen inzwischen wieder geschlossen sind, ist die Erinnerung an Friedrich Stehfen in Holzwickede noch präsent. So sind viele Lehrer der älteren Holzwickeder noch in der Präparandenanstalt ausgebildet worden. Nach ihm ist auch eine Straße im Ort benannt.